# Gustav Möller (réalisateur)
Pour les articles homonymes, voir Gustav Möller et Möller.
Gustav Möller, né le 7 août 1988 à Göteborg, en Suède, est un réalisateur suédo-danois.

## Filmographie

### Comme scénariste et réalisateur
- 2015 : I mørke (da) (court métrage)
- 2018 : The Guilty (Den skyldige)
- 2024 : Sons (Vogter)

## Récompenses et distinctions
Sauf indication contraire, les informations mentionnées dans cette section peuvent être confirmées par la base de données cinématographiques IMDb,  présente dans la section « Liens externes ».
Pour The Guilty
- Montclair Film Festival (MFF) 2018 : prix du public, section World Cinema
- Festival du film de Munich 2018 : nomination au prix CineVision du meilleur film d'un réalisateur émergent
- Festival international du film de Rotterdam (IFFR ) 2018 : 
  - prix du jeune jury
  - prix du public
  - nomination au Big Screen Award
- Festival international du film de Seattle 2018 : prix Golden Space Needle du meilleur réalisateur
- Festival du film de Sundance 2018 : 
  - prix du public, section World Cinema, catégorie Dramatic
  - nomination au Grand prix du jury, section World Cinema, catégorie Dramatic